# Eugène Kangulungu
Eugène Kangulungu (* 19. Januar 1976 in Zaire) ist ein ehemaliger kongolesischer Fußballspieler auf der Position eines Abwehrspielers. Der Verteidiger verbrachte den Großteil seiner Karriere im französischen Amateurfußball.

## Karriere
Kangulungu begann seine aktive Karriere als Fußballspieler im Jahre 1994 bei CS Fontainebleau, die zu diesem Zeitpunkt in der viertklassigen CFA D4 Gruppe D spielten. 1995 verließ er den Verein nach fünf absolvierten Spielen, um zum Le Havre AC zu transferieren, der in der höchsten französischen Spielklasse, der Division 1 angesiedelt war. Nach nur einem Jahr ging er zu Red Star Saint-Ouen in die zweithöchste Liga in Frankreich, die Division 2. Im Jahre 1998 kam der erneute Abgang von einer Mannschaft. Dieses Mal zog es ihn nach Noisy-le-Sec zum dort in der drittklassigen National (D3) spielenden Klub Olympique Noisy-le-Sec. Kangulungu lief für den Verein in seiner Zeit von 1998 bis 2001 in 85 Meisterschaftsspielen auf und erzielte dabei einen Treffer. 2001 wechselte er zum Ligakonkurrenten FC Pau. Für den Fußballklub aus Pau absolvierte er 23 Ligaspiele und brachte es dabei zu zwei Toren. Im Jahre 2002 ging es zum Drittligisten CS Louhans-Cuiseaux, einer Spielgemeinschaft zweier burgundischer Nachbarstädte südöstlich von Chalon-sur-Saône im Département Saône-et-Loire. Für den Sportklub kam er in der in 28 Spielen zum Einsatz. 
Im Jahre 2003 machte er Bekanntschaft mit dem Fußball in England, als Kangulungu am 19. September 2003 zu Plymouth Argyle in die dritthöchste Spielklasse im englischen Fußball, die Football League One transferierte. Bei den Briten kam er aber nicht zum Einsatz und wurde so am Ende des Jahres wieder nach Frankreich entsandt, wo er wieder vom Drittligisten FC Pau aufgenommen wurde. Im Jahre 2005 verließ er Pau erneut und spielte für ein Jahr bei Bergerac Foot in der sechstklassigen Division d’Honneur Aquitaine. 
2006 schloss er sich seinem ehemaligen Verein Red Star Saint-Ouen an, der mittlerweile in die vierte Liga, die CFA, Gruppe D, abgestiegen war. Kangulungu wurde zum Stammspieler in der Mannschaft und lief für den Verein bis zum Sommer 2008 in 59 Partien auf und erzielte dabei vier Treffer. Kurz vor Beginn der Saison 2008/09 folgte der Wechsel innerhalb der Liga zum ES Viry-Châtillon, für den er bis Saisonende in 26 Matches zum Einsatz kam.

### International
2003 stand Kangulungu im Nationalmannschaftskader der Demokratischen Republik Kongo. Seine erste Einberufung ins Nationalteam erfolgte für das Afrikameisterschafts-Qualifikationsspiel gegen Swasiland am 8. Juni 2003. Bei dem 2:0-Erfolg stand er in der Startaufstellung und spielte 90 Minuten durch.